# Cubeez
 (août 2020).
Si vous disposez d'ouvrages ou d'articles de référence ou si vous connaissez des sites web de qualité traitant du thème abordé ici, merci de compléter l'article en donnant les références utiles à sa vérifiabilité et en les liant à la section « Notes et références ».
Cubeez est une série télévisée d'animation 3D britannique diffusée entre 1999 et 2001. Elle s'adresse aux enfants entre 2 et 5 ans. Les quatre personnages en forme de boîte, Bozz, Doody, Dink et Tizzy sont accompagnés dans leurs aventures par un pinceau parlant et une variété de personnages créatifs créés avec le logiciel Alias Wavefront Maya. Chaque épisode a un élément éducatif fort et présente des images en direct d'enfants[pas clair].
En France, la série est diffusée sur Canal+ et TiJi.

## Synopsis
Tizzi, Doody, Bozz et Dink emmènent les tout-petits à Cubeeland, un monde imaginaire haut en couleur où tout n'est que jeux et amusements.

## Personnages

### Cubeez
- Bozz - Le cubee mâle rose et le chef des quatre.
- Tizzy - La femelle cubee jaune.
- Dink - Le cubee mâle bleu.
- Doody - Le femelle cubee orange avec des lunettes rondes rouges.

## Diffusion
Cubeez a été présenté dans le monde entier. Au Royaume-Uni, elle a été diffusée sur Nick Jr. d'octobre 2001 à décembre 2003, puis sur Channel 4 de 2005 à 2006. En Amérique du Nord, elle a été diffusée sur Treehouse TV au Canada de 23 décembre 1999 à 2 juin 2001 et sur PBS Kids aux États-Unis de 24 janvier 2000 à 3 juillet 2002. En Australie, elle a été diffusée sur ABC Kids.